# Camilo Cola
Camilo Cola CavMM (Conceição do Castelo, 26 de julho de 1923 – Cachoeiro de Itapemirim, 29 de maio de 2021) foi um empresário, veterano da Segunda Guerra Mundial e político brasileiro filiado ao Movimento Democrático Brasileiro (MDB). Foi deputado federal durante dois mandatos pelo Espírito Santo. Ficou conhecido no ramo empresarial por ter sido o fundador da Viação Itapemirim.

## Biografia

### Empresário
De origem humilde, filho de Pedro Cola e Virgínia Sossai, ambos imigrantes italianos, foi lavrador e lavador de carros na juventude. Aos 21 anos de idade era tenente do Exército Brasileiro e participou da Força Expedicionária Brasileira (FEB) que atuou na Itália na Segunda Guerra Mundial.
Quando retornou ao Brasil, utilizou uma linha especial de créditos para ex-combatentes para comprar um caminhão. Em seguida, comprou um ônibus para transportar passageiros entre Conceição do Castelo e Cachoeiro de Itapemirim. Em 1953, passou a operar rotas dentro do estado do Espírito Santo, nascendo assim a Viação Itapemirim, com 16 veículos e 70 funcionários.
Nos anos 1980, inaugurou a Tecnobus, destinado a fabricar as próprias carrocerias dos ônibus de sua empresa. Nos anos 1990, criou a Itapemirim Cargo, empresa aérea cargueira do grupo. 
Com o passar das décadas, a Itapemirim tornou-se um grupo de empreendimentos mantenedora de várias empresas como a Imobiliária Bianca, Cola Comercial e Distribuidora, Fazenda Pindobas, Flecha Turismo Comércio e Indústria, Viação Kaissara, Massad Cola Marketing, Itampemirim Informática LTDA, Marbrasa Mámores e Granitos do Brasil LTDA, entre muitas outras.
Em 2017, Camilo e sua família venderam a principal empresa do grupo, a Viação Itapemirim.
Em 1998, publicou sua autobiografia A Estrada da Vida pela Editora Jose Olympio.

### Político
Filiou-se à Aliança Renovadora Nacional (ARENA) em 1965. Em 1980, após a extinção do bipartidarismo, filiou-se ao Partido Democrático Social (PDS) e em 1986 transferiu-se para o Movimento Democrático Brasileiro (MDB).
Em meados da década de 2000, estava afastado da presidência do grupo empresarial, mas pertencente ao conselho de acionistas, quando resolveu investir numa cadeira na Câmara dos Deputados. Nas eleições de 2006, foi eleito deputado federal pelo Espírito Santo, mantendo-se no cargo, como titular ou suplente, até 2015.
Entre 1987 e 1990, foi presidente da Confederação Nacional do Transporte (CNT).

## Morte
Morreu em 29 de maio de 2021 de causas naturais, na cidade de Cachoeiro de Itapemirim, aos 97 anos.

## Homenagens
Em abril de 2002, Cola foi admitido pelo presidente Fernando Henrique Cardoso à Ordem do Mérito Militar no grau de Cavaleiro especial.
Em novembro de 2020, recebeu a Medalha do Mérito Mauá pelas contribuições dadas ao desenvolvimento do setor de transportes no Brasil.